# Зубрейчук Вікторія Вікторівна
Вікторія Вікторівна Зубрейчук (нар. 7 березня 1980, Фастів) — українська акторка, теле- і радіоведуча. 
Дебютувала на екрані як учасниця 1 сезону реаліті-шоу «Від пацанки до панянки». 2013 року виконала в повнометражному фільмі «Це я» одну з головних ролей. З 2015 року працює на радіостанції «П'ятниця». 2018 року була ведучою шоу «Все буде добре» на телеканалі СТБ.

## Життєпис
Закінчила Переяслав-Хмельницький державний педагогічний університет імені Григорія Сковороди за фахом «Практична психологія». Працювала на квітковому ринку, у друкарні, менеджеркою з продажу на м'ясокомбінаті. В певний момент шкідливі звички збили зі шляху. Має молодшу сестру, власницю дизайнерського бренду одягу.
2010 року помічена продюсерами реаліті-шоу «Від пацанки до панянки». Після проєкту, з якого пішла фіналісткою, здобула популярність.
2011 року стала однією з ведучих ранкової програми «CITI ранок» на каналі Сіті. Пропрацювала там пів року, у 2012 канал закрився, приєднавшись до складу групи компаній «1+1».
2012 року стала учасницею розважального шоу «Давай, до побачення» з Андрієм Доманським. Через рік на п'ять випусків зайняла крісло судді телешоу «100 000 за правду» на 1+1. 2013 року почала співпрацювати з каналом ТЕТ, стала ведучою проєкту неординарних талантів «Інародний артист». 2015 року на запрошення Анни Свиридової стає радіоведучою на «Радіо п'ятниця», працює щодня по буднях у рубриці «Радио Пятница исполняет». 
З 2016 року учениця телепрограми «Кулінарна академія Олексія Суханова», а по закінченню сезону випускниця, отримала диплом від телеведучого. 2018 року в ЗМІ з'явилася інформація, що в популярному шоу «Все буде добре» на СТБ змінюється формат і тепер у кадрі будуть четверо ведучих. Однією з них стала Зубрейчук. Всього було знято понад 50 випусків з березня до липня. В рамках шоу в одному з випусків Зубрейчук вперше заспівала і виконала хіт Гайтани "Не йди".
Брала участь як зіркова гостя і експертка у телепередачах «Зірки під гіпнозом» і «Таємний агент» Нового каналу, «Стосується кожного» Інтеру, «Говорить Україна» ТРК «України» та «Куб» СТБ.

## Акторська кар'єра
2011 року знялася у кліпі Артура Пирожкова.
2013 року отримала головну роль у повнометражному фільмі «Це я», 2015 року стрічка вийшла у прокат в українських кінотеатрах. Знімалася в серіалах «Повернення Мухтара», «Одного разу під Полтавою», «Депутатик», «Слуга народу» та «Віталька». Втілювала яскраві, харизматичні образи жінок із життєвими труднощами та професіями з народу. Також знімається в рекламних роликах ПриватБанку, OLX.

### Робота на телебаченні
- «Від пацанки до панянки» (канал 1+1, 2010 рік, учасниця)
- «CITI ранок» (канал CITI, 2011 рік, ведуча)
- «Інтуїція» Новий канал, 2011 рік, учасниця)
- «Давай, до побачення!» (Канал 1+1, 2012 рік, учасниця)
- «100 000 за правду» (канал 1+1, 2013 рік, суддя шоу)
- «Інародний артист» (канал ТЕТ, 2013 рік, ведуча)
- «Кулінарна академія Олексія Суханова» (канал Україна, 2016 рік)
- «Все буде добре» (канал СТБ, 2018 рік, ведуча)
- «Без краватки» (канал НЛО, 2018 рік)

### Робота на радіо
- Радіо «П'ятниця» з 2015 року і раніше ведуча рубрики  — «Радио Пятница исполняет!» та дотепер «ППО! Програма привітань та обіймів»

## Зйомки у кліпах
- «Плач, детка, плач» — відеокліп на пісню Артура Пирожкова 2011 року

## Фільмографія
- 2012–2014 — Віталька
- 2013 та 2015 — Це я— головна роль, сестра Яни
- 2013 — Люби мене
- 2014 — Педан-Притула Шоу, акторка скет-епізоду
- 2014 — Повернення Мухтара-9 — злодійка і наркоманка
- 2014 — Одного разу під Полтавою — кума і наречена сина мера
- 2015 — Реальна містика— сільська пліткарка і 30-річна діва
- 2016 — Центральна лікарня— пацієнтка з вадою серця
- 2016 — Родичі — продавчиня в селі
- 2016 — Депутатик — депутатка
- 2017 2 сезон фільму — Слуга народу — працівниця-активістка біля заводу
- 2017 — Jamala.Ua — шанувальниця
- 2017 — Доктор Ковальчук — скандальна дружина пацієнта